# Kate Walsh (hockeyster)
Kathrin ("Kate") Louise Walsh (Withington, 9 mei 1980) is een Brits hockeyster, die als verdedigster tevens uitkwam voor Engeland. Walsh nam viermaal deel aan de Olympische Spelen en won bij haar laatste deelname, in 2016 (Rio de Janeiro), de gouden medaille met Groot-Brittannië ten koste van Nederland. Bij de sluitingsceremonie had Walsh de eer om de Britse vlag te dragen.

## Hockey
In 1999 maakte ze haar debuut voor Engeland en Groot-Brittannië. als verdediger.
Sinds 2003 is ze kapitein van de vrouwelijke hockeyploeg van Groot-Brittannië en Engeland.
In 2012, tijdens de zomerspelen, raakte de stick van een Japanse speelster haar in de kaak. Deze was zonder enige twijfel gebroken men dacht dat dit het einde was voor haar deze spelen. Maar ze werd geopereerd, miste 2 matchen en speelde daarna terug mee. Ze begeleidde haar team naar een bronzen medaille.
In 2015 ontving Richardson-Walsh de ridderorde Orde van het Britse Rijk wegens haar sportieve verdiensten. Op zaterdag 20 februari 2016 speelde ze in Perth haar 356 officiële interland voor Groot-Brittannië – een record. Daarmee passeerde Walsh, international sinds 1999, haar assistent-coach Karen Brown op de eeuwige ranglijst
Op dit moment speelt ze voor HC Bloemendaal, samen met haar vrouw Helen.

## Erelijst

### Groot-Brittannië
- 2012 –  Olympische Spelen in Londen
- 2012 –  Champions Trophy in Rosario
- 2016 –  Olympische Spelen in Rio de Janeiro

### Engeland

#### Commonwealth Games
- 2002 –  Manchester
- 2006 –  Melbourne
- 2010 –  Delhi
- 2014 –  Glasgow

#### Wereldbeker
- 2010 –  Rosario

#### Champions Trophy
- 2010 –  Nottingham

#### Europees kampioenschap
- 1999 –  Keulen
- 2005 –  Dublin
- 2007 –  Manchester
- 2009 –  Amstelveen
- 2011 –  Monchengladbach
- 2013 –  Boom
- 2015 -  Londen

#### Champions Challenge
- 2002 –  Champions Challenge in Johannesburg
- 2007 –  Bakoe